# 김문철
김문철(생몰년 미상)은 조선민주주의인민공화국의 군인이다.

## 연평도 포격
연평도 포격 이전의 행적에 대해서는 거의 알려져 있지 않다. 연평도 포격이 일어난 뒤인 2010년 12월 24일 조선중앙텔레비죤이 김정일 국방위원장 추대 19주년을 기념하기 위해 제작한 특집 좌담회 방송 프로그램인 《방송모임》에서 동료 군인이었던 김경수 군관(장교), 김철남 사관(하사관), 박태균 사관(하사관)과 함께 출연했다. 출연 당시의 계급은 사관(하사관)이었다.
그는 대한민국을 향해 “이놈들! 어디에다 대고(얻다 대고, 혹은 '어따대고'라고 들린다.) 신성한 우리 령해(영해)에 불질이야? 어디 맞설테면 맞서 보자! 아예 뼈다귀도 추리지 못하게 진짜 싸움 맛이 어떤 것인가를 똑똑히 보여 주겠다! 우리 군인들은 이렇게 외치면서 지금까지 다지고 다져온 증오와 복수심을 터뜨려 ‘쐇!’ 구령이 떨어지자 적들에게 무자비한 복수의 불벼락을 퍼부었습니다.”라고 발언하였다. 이후의 행적에 대해서는 거의 알려져 있지 않다.

## 인터넷 유행
2010년 12월 25일 대한민국의 SBS 8시 뉴스로부터 본 방송 화면이 알려지면서 대한민국의 인터넷 누리꾼들이 인터넷 유행으로 만들어내었다.